# Giancarlo Perna
Giancarlo Perna (Roma, 7 aprile 1940) è un giornalista italiano.

## Biografia
Nasce a Roma il 7 aprile 1940. Dopo la laurea in Giurisprudenza, per una decina d'anni fa l'avvocato. Nel 1974 decide di entrare nel mondo della carta stampata: è assunto all'agenzia Ansa, quindi scrive sui settimanali L'Europeo e Panorama, infine approda al quotidiano il Giornale diretto da Indro Montanelli. Scrive per il Giornale fino all'agosto del 2014, quando decide di lasciare il quotidiano a causa della censura di un suo articolo contenente un'intervista all'ex-ministro Antonio Martino.
Passa successivamente a Libero. Nel luglio 2016 lascia Libero per seguire Maurizio Belpietro nella fondazione di un nuovo quotidiano, La Verità, il cui primo numero esce il 20 settembre 2016.

## Vicende giudiziarie
Nel 1996 Giancarlo Perna e Vittorio Feltri, all'epoca direttore de il Giornale, sono stati condannati dal Tribunale di Monza per diffamazione a mezzo stampa ai danni del giudice antimafia Antonino Caponnetto. Il procedimento riguardava un articolo del 20 marzo 1994 nel quale si mettevano in discussione, fra gli altri elementi, i rapporti tra Giovanni Falcone e lo stesso Caponnetto.

## Opere
- Scalfari. Una vita per il potere, Milano, Mondadori, 1990.
- Chiaroscuri, Milano, Mondadori 1995.
- Cento vite con il punto interrogativo, Firenze, Edizioni Clichy, 2016.
- Storia d'Italia in un'ora, Firenze, Edizioni Clichy, 2017.